# Jens Bjelke

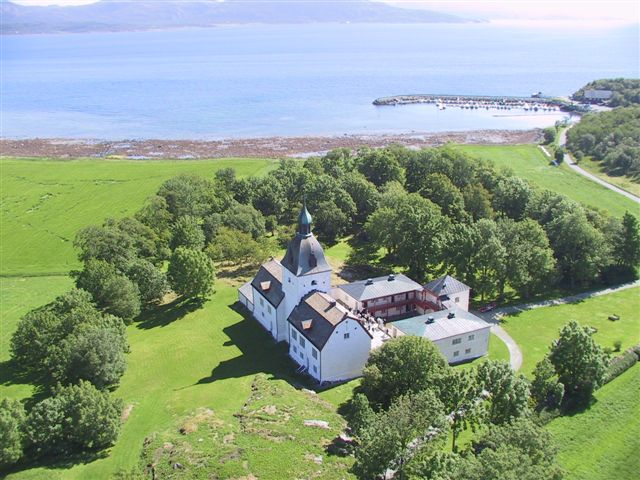
Quinta de Austrått

Jens Ågessøn Bjelke (Austrått, 2 de fevereiro de 1580, Østfold, 7 de novembro de 1659) foi Chanceler da Noruega de 1614 a 1648, quando passou o cargo a Hannibal Sehested.